# Nick für ungut
Nick für ungut (Originaltitel: No Good Nick) ist eine US-amerikanische Sitcom, die beim US-amerikanischen Video-on-Demand-Anbieter Netflix veröffentlicht wurde. Sie besteht aus einer Staffel mit insgesamt 20 Episoden, die in zwei Teilen zu je zehn Episoden veröffentlicht wurden.

## Handlung
Nick steht vor der Tür der Familie von Ed und Liz und behauptet, eine Verwandte zu sein. Ed und Liz nehmen sie bei sich auf ohne zu wissen, dass Nick die Familie ausrauben will. Auch Tochter Molly will Nick in der Familie haben, nur Sohn Jeremy vermutet, dass Nick Böses im Schilde führt.

## Besetzung und Synchronisation
| Rolle                    | Darsteller            | Synchronsprecher |
| ------------------------ | --------------------- | ---------------- |
| Nicole „Nick“ Franzelli  | Siena Agudong         | Olivia Büschken  |
| Molly Thompson           | Lauren Lindsey Donzis | Daniela Molina   |
| Jeremy Thompson          | Kalama Epstein        | Amadeus Strobl   |
| Edward "Ed" Thompson     | Sean Astin            | Patrick Bach     |
| Elizabeth "Liz" Thompson | Melissa Joan Hart     | Sonja Reichelt   |

## Episodenliste
Am 15. April 2019 wurden die ersten zehn Episoden der Staffel gleichzeitig bei Netflix veröffentlicht. Die restlichen zehn Episoden der Staffel wurden am 5. August 2019 veröffentlicht.
| Nr. | Deutscher Titel                | Originaltitel                | Regie              | Drehbuch                          |
| --- | ------------------------------ | ---------------------------- | ------------------ | --------------------------------- |
| 1   | Die Betrügerin                 | The Catfish                  | Andy Fickman       | David H. Steinberg & Keetgi Kogan |
| 2   | Die Katze im Sack              | The Pig in the Poke          | Andy Fickman       | David H. Steinberg & Keetgi Kogan |
| 3   | Der Geldschachteltrick         | The Money-Box Scheme         | Andy Fickman       | Erika Kaestle & Patrick McCarthy  |
| 4   | Die Vertrauensfalle            | The Badger Game              | Andy Fickman       | Eric Goldberg & Peter Tibbals     |
| 5   | Bauernfängerei                 | The Pigeon Drop              | Bob Koherr         | David H. Steinberg & Keetgi Kogan |
| 6   | Der gestohlene Ring            | The Glim Dropper             | Bob Koherr         | David Tolentino                   |
| 7   | Der Wohltätigkeitstrick        | The Charity Mugger           | Bob Koherr         | Stafanie Leder                    |
| 8   | Die Deckung                    | The Block Out                | Bob Koherr         | Johanna Stokes                    |
| 9   | Der Lauscher an der Wand …     | The Man in the Middle Attack | Phill Lewis        | Erika Kaestle & Patrick McCarthy  |
| 10  | Der Auktionstrick              | The Jam Auction              | Phill Lewis        | David H. Steinberg & Keetgi Kogan |
| 11  | Bank Job                       | The Bankjob                  | Eric Dean Seaton   | Eric Goldberg & Peter Tibbals     |
| 12  | Pokerspiel mit falschen Karten | The Big Mitt                 | Erika Kaestle      | Emily Schmidt                     |
| 13  | Trojanisches Pferd             | The Trojan Horse             | Robbie Countryman  | Teddy Steinkellner                |
| 14  | Immer der Dame nach            | Follow The Lady              | Robbie Countryman  | David Tolentino                   |
| 15  | The Italian Job                | The Italian Job              | Phill Lewis        | David H. Steinberg & Keetgi Kogan |
| 16  | Testkäufer                     | The Mystery Shopper          | Jody Margolin Hahn | Stefanie Leder                    |
| 17  | Die Rattenfängerin             | The Pied Piper               | Eric Dean Seaton   | Johanna Stokes                    |
| 18  | Die Titelmühle                 | The Diploma Mill             | Jody Margolin Hahn | Eric Goldberg & Peter Tibbals     |
| 19  | Einmal Safe knacken            | The Box Job                  | Eric Dean Seaton   | Erika Kaestle & Patrick McCarthy  |
| 20  | Vergebliche Mühe               | The Fool’s Errand            | Phill Lewis        | David H. Steinberg & Keetgi Kogan |

## Rezension
Die Website des Filmkritik-Aggregators Rotten Tomatoes ermittelte für die erste Staffel eine Zustimmung von 60 % mit einer durchschnittlichen Bewertung von 6,5/10, basierend auf 5 Rezensionen.